# 3482 Лєсна
3482 Лєсна (3482 Lesnaya) — астероїд головного поясу, відкритий 2 листопада 1975 року.
Тіссеранів параметр щодо Юпітера — 3,307.